# Shiina Kazuma
Kazuma Shiina (椎名 一馬 Shiina Kazuma, sinh ngày 26 tháng 8 năm 1986 ở Chiba) là một cầu thủ bóng đá người Nhật Bản đầu quân cho Fagiano Okayama.

## Thống kê câu lạc bộ
Cập nhật đến ngày 2 tháng 2 năm 2018.
| Thành tích câu lạc bộ | Thành tích câu lạc bộ | Thành tích câu lạc bộ | Giải vô địch | Giải vô địch | Cúp                   | Cúp                   | Tổng cộng | Tổng cộng |
| Mùa giải              | Câu lạc bộ            | Giải vô địch          | Số trận      | Bàn thắng    | Số trận               | Bàn thắng             | Số trận   | Bàn thắng |
| Nhật Bản              | Nhật Bản              | Nhật Bản              | Giải vô địch | Giải vô địch | Cúp Hoàng đế Nhật Bản | Cúp Hoàng đế Nhật Bản | Tổng cộng | Tổng cộng |
| --------------------- | --------------------- | --------------------- | ------------ | ------------ | --------------------- | --------------------- | --------- | --------- |
| 2009                  | Fagiano Okayama       | J2 League             | 0            | 0            | –                     | –                     | 0         | 0         |
| 2010                  | Fagiano Okayama       | J2 League             | 0            | 0            | 0                     | 0                     | 0         | 0         |
| 2011                  | Fagiano Okayama       | J2 League             | 0            | 0            | 0                     | 0                     | 0         | 0         |
| 2012                  | Fagiano Okayama       | J2 League             | 0            | 0            | 0                     | 0                     | 0         | 0         |
| 2013                  | Fagiano Okayama       | J2 League             | 0            | 0            | 0                     | 0                     | 0         | 0         |
| 2014                  | Fagiano Okayama       | J2 League             | 3            | 0            | 0                     | 0                     | 3         | 0         |
| 2015                  | Fagiano Okayama       | J2 League             | 0            | 0            | 1                     | 0                     | 1         | 0         |
| 2016                  | Fagiano Okayama       | J2 League             | 0            | 0            | 3                     | 0                     | 3         | 0         |
| 2017                  | Fagiano Okayama       | J2 League             | 1            | 0            | 0                     | 0                     | 1         | 0         |
| Tổng cộng sự nghiệp   | Tổng cộng sự nghiệp   | Tổng cộng sự nghiệp   | 4            | 0            | 4                     | 0                     | 8         | 0         |